# Berkel Westpolder
Berkel Westpolder – stacja metra w Rotterdamie, położona na linii  E (niebieskiej). Została otwarta 19 grudnia 2008. Stacja znajduje się w gminie Berkel en Rodenrijs i jest również stacją w systemie kolei RandstadRail, łączącej Rotterdam z Hagą.